# Roman Begounov
Roman Igoriévitch Begounov (en russe : Роман Игоревич Бегунов) ou Raman Iharavitch Behounow (en biélorusse : Раман Ігаравіч Бегуноў) est un footballeur international biélorusse né le 22 mars 1993 à Minsk. Il évolue au poste de défenseur au Dinamo Minsk.

## Biographie

### Carrière en club
Natif de Minsk, Roman Begounov effectue sa formation dans cette même ville, intégrant notamment les équipes de jeunes du FK Minsk, où il signe finalement son premier contrat professionnel et fait ses débuts le 14 avril 2012 contre le Torpedo Jodzina, à l'âge de 19 ans. Un peu plus d'un mois plus tard, il est titularisé à l'occasion de la finale de la coupe de Biélorussie contre le Naftan Novopolotsk, étant remplacé à l'heure de jeu tandis que les siens sont finalement vaincus à l'issue de la séance des tirs au but.
Titularisé de manière régulière par la suite, il participe dès l'année suivante à une nouvelle finale de coupe, disputant l'intégralité de la rencontre remportée face au Dinamo Minsk. Il prend ensuite part à l'intégralité de la campagne du club en Ligue Europa à l'été 2013. En championnat, il inscrit également ses deux premiers buts le 3 novembre 2013 contre le Belchina Babrouïsk.
Begounov quitte finalement le FK Minsk à l'été 2015 pour rejoindre le club voisin du Dinamo, où il prend part dans la foulée à son parcours en Ligue Europa, disputant l'intégralité des matchs de l'équipe qui se qualifie pour la phase de groupes de la compétition.
Après deux ans et demi au club, il quitte finalement Minsk à la fin de son contrat pour s'engager avec le Torpedo Jodzina en début d'année 2019. Il manque cependant la première partie de saison en raison d'une blessure et ne fait ses débuts qu'au mois de juillet, et apparaît de manière régulière lors des dernières rencontres de la saison. Cette période marque cependant la fin de son passage à Jodzina et Begounov s'engage dès l'année suivante avec le Chakhtior Salihorsk.
Bien que peu utilisé durant la saison 2020 avec seulement treize matchs joués en championnat, il se démarque en étant buteur de manière décisive durant la fin de saison, d'abord face au BATE Borisov afin de décrocher le match nul à deux journées de la fin, puis contre le FK Minsk dans les dernières minutes de la rencontre finale pour permettre aux siens d'arracher le titre de champion au BATE.

### Carrière internationale
Roman Begounov est appelé pour la première fois au sein de la sélection biélorusse par Aliaksandr Khatskevich au mois de septembre 2015, mais doit cependant attendre le 29 mars 2016 pour connaître sa première sélection à l'occasion d'un match amical contre le Monténégro. Il est par la suite rappelé plusieurs fois durant l'année 2016 dans le cadre de la phase qualificative de la Coupe du monde 2018 mais ne dispute aucun autre match.

## Statistiques
| Saison                | Club                  | Championnat           | Championnat | Championnat | Coupe(s) nationale(s) | Coupe(s) nationale(s) | Compétition(s) continentale(s) | Compétition(s) continentale(s) | Compétition(s) continentale(s) | Total | Total |
| Saison                | Club                  | Division              | M.          | B.          | M.                    | B.                    | Comp.                          | M.                             | B.                             | M.    | B.    |
| 2012                  | FK Minsk              | D1                    | 19          | 0           | 3                     | 0                     | -                              | -                              | -                              | 22    | 0     |
| 2013                  | FK Minsk              | D1                    | 24          | 2           | 2                     | 0                     | C3                             | 6                              | 0                              | 32    | 2     |
| 2014                  | FK Minsk              | D1                    | 30          | 1           | 4                     | 0                     | -                              | -                              | -                              | 34    | 1     |
| 2015                  | FK Minsk              | D1                    | 14          | 1           | -                     | -                     | -                              | -                              | -                              | 14    | 1     |
| Sous-total            | Sous-total            | Sous-total            | 87          | 4           | 9                     | 0                     | -                              | 6                              | 0                              | 102   | 4     |
| 2015                  | Dinamo Minsk          | D1                    | 8           | 0           | 3                     | 0                     | C3                             | 12                             | 0                              | 23    | 0     |
| 2016                  | Dinamo Minsk          | D1                    | 17          | 1           | 3                     | 1                     | -                              | -                              | -                              | 20    | 2     |
| 2017                  | Dinamo Minsk          | D1                    | 24          | 1           | 2                     | 0                     | C3                             | 4                              | 0                              | 30    | 1     |
| 2018                  | Dinamo Minsk          | D1                    | 16          | 0           | -                     | -                     | C3                             | 6                              | 1                              | 22    | 1     |
| Sous-total            | Sous-total            | Sous-total            | 65          | 2           | 8                     | 1                     | -                              | 22                             | 1                              | 95    | 4     |
| 2019                  | Torpedo Jodzina       | D1                    | 11          | 0           | 1                     | 0                     | -                              | -                              | -                              | 12    | 0     |
| 2020                  | Chakhtior Salihorsk   | D1                    | 13          | 3           | 3                     | 1                     | C3                             | 1                              | 0                              | 17    | 4     |
| 2021                  | Chakhtior Salihorsk   | D1                    | 19          | 1           | 6                     | 0                     | C1+C4                          | 2+2                            | 0                              | 29    | 1     |
| Total sur la carrière | Total sur la carrière | Total sur la carrière | 197         | 10          | 27                    | 2                     | -                              | 33                             | 1                              | 257   | 13    |

## Palmarès
FK Minsk
- Vainqueur de la Coupe de Biélorussie en 2013.

 Chakhtior Salihorsk
- Champion de Biélorussie en 2020 et 2021.